# Список эпизодов телесериала «Семейные узы»
Ситком «Семейные узы»  выходил в эфир на канале NBC с 22 сентября 1982 года по 14 мая 1989, в общей сложности насчитывает 168 отснятых серий (180 получасовых эпизодов).

## Обзор сезонов
| Сезон | Сезон | Эпизоды | Оригинальная дата показа | Оригинальная дата показа |
| Сезон | Сезон | Эпизоды | Премьера сезона          | Финал сезона             |
| ----- | ----- | ------- | ------------------------ | ------------------------ |
|       | 1     | 22      | 22 сентября 1982 года    | 11 апреля 1983 года      |
|       | 2     | 22      | 23 сентября 1983 года    | 10 мая 1984 года         |
|       | 3     | 24      | 20 сентября 1984 года    | 28 марта 1985 года       |
|       | Фильм | Фильм   | 23 сентября 1985 года    | 23 сентября 1985 года    |
|       | 4     | 24      | 26 сентября 1985 года    | 8 мая 1986 года          |
|       | 5     | 30      | 25 сентября 1986 года    | 13 августа 1987 года     |
|       | 6     | 28      | 13 сентября 1987 года    | 1 мая 1988 года          |
|       | 7     | 26      | 30 октября 1988 года     | 14 мая 1989 года         |

## Эпизоды

### Сезон 1 (1982—1983)
| Номер в сериале | Номер в сезоне | Название                                                   | Режиссёр       | Сценарист                          | Дата выхода           | Произв. код |
| --- | -------------- | ---------------------------------------------------------- | -------------- | ---------------------------------- | --------------------- | ----------- |
| 1 | 1              | «Пилот» «Pilot»                                            | Асаад Келада   | Гари Дэвид Голдберг                | 22 сентября 1982 года | 001         |
| Знакомство с семьёй Китонов. Алекс приводит в дом новую девушку из высшего общества. Стивен не в восторге от их отношений. |                |                                                            |                |                                    |                       |             |
| 2 | 2              | «Только не с моей сестрой» «Not With My Sister You Don't»  | Тони Морденте  | Ллойд Гарвер                       | 29 сентября 1982 года | 004         |
| Пока Стивен и Элиза отдыхают за городом с друзьями на выходных, Алекс закатывает вечеринку и беспокоится за Мэллори, ушедшую на свидание с одним из его друзей-ловеласов.                                                                  |                |                                                            |                |                                    |                       |             |
| 3 | 3              | «Мы знаем парня Дженнифер» «I Know Jennifer's Boyfriend»   | Майкл Зинберг  | Гари Дэвид Голдберг                | 6 октября 1982 года   | 003         |
| Дженнифер дразнят в школе из-за дружбы с мальчиком. Чтобы избавиться от насмешек, она решает больше никогда не дружить с ним. |                |                                                            |                |                                    |                       |             |
| 4 | 4              | «Лето 82-го» «Summer of '82»                               | Тони Морденте  | Майкл Джей Вейторн                 | 27 октября 1982 года  | 007         |
| У Алекса случается первая любовь со студенткой, которая старше его (Эми Стил), но узнав, что она встречается и с другим парнем, Питом (Джон Путч), он решает прекратить отношения и остаётся с разбитым сердцем.                           |                |                                                            |                |                                    |                       |             |
| 5 | 5              | «Один день с отцом» «I Never Killed for My Father»         | Дик Мартин     | Кимберли Хилл                      | 3 ноября 1982 года    | 008         |
| Отец Стивена (Джон Рандольф) приезжает навестить внуков и объявляет, что скоро умрёт. |                |                                                            |                |                                    |                       |             |
| 6 | 6              | «Обними дядюшку Артура» «Give Your Uncle Arthur a Kiss»    | Уилл Маккензи  | Ллойд Гарвер и Гари Дэвид Голдберг | 10 ноября 1982 года   | 012         |
| Приехав в гости, друг семьи "дядюшка Артур" недвусмысленно пристаёт к Мэллори. Шокированная Мэллори обращается за советом к Алексу. |                |                                                            |                |                                    |                       |             |
| 7 | 7              | «Большой Брат следит за тобой» «Big Brother is Watching»   | Алан Бергманн  | Рут Беннетт                        | 17 ноября 1982 года   | 013         |
| В качестве нового редактора школьной газеты Алекс узнаёт о скандале со списыванием контрольной по алгебре, в который вовлечена и Мэллори.                                                                                                  |                |                                                            |                |                                    |                       |             |
| 8 | 8              | «Скажем "нет" ядерному оружию» «No Nukes Is Good Nukes»    | Франк Боннер   | Рут Беннетт                        | 24 ноября 1982 года   | 009         |
| На День благодарения Стивена и Элизу арестовывают за протест против ядерного оружия. Дети остаются со своими бабушкой и дедушкой (Дик Сарджент и Присцилла Моррилл).                                                                       |                |                                                            |                |                                    |                       |             |
| 9 | 9              | «Гибель продавца» «Death of a Grocer»                      | Уилл Маккензи  | Майкл Джей Вейторн                 | 1 декабря 1982 года   | 011         |
| Алекс бросает работу в местном магазинчике, чтобы зарабатывать больше в крупном универмаге. Но новая работа ему не по вкусу. Прим.: первая серия с участием Марка Прайса в роли Скиппи Хэндельмана.                                        |                |                                                            |                |                                    |                       |             |
| 10 | 10             | «Есть оружие – жди неприятностей» «Have Gun, Will Unravel» | Алан Бергманн  | Рут Беннетт                        | 8 декабря 1982 года   | 006         |
| После ограбления дома Стивен и Элиза решают купить огнестрельное оружие для защиты семейства. |                |                                                            |                |                                    |                       |             |
| 11 | 11             | «Рождественская история» «A Christmas Story»               | Уилл Маккензи  | Джоэнн Пальяро                     | 15 декабря 1982 года  | 014         |
| Застрявшие из-за метели дома на Рождество Стивен и Элиза вспоминают о днях рождения своих детей: Алекс родился в Африке, при рождении Мэллори роды принимал "бешеный" доктор, Дженнифер родилась во время президентских выборов 1972 года. |                |                                                            |                |                                    |                       |             |
| 12 | 12             | «Упс!» «Oops»                                              | Тони Мордент   | Джоэнн Пальяро                     | 22 декабря 1982 года  | 005         |
| Подруга Мэллори узнаёт, что забеременела, и обращается за советом к Элизе. |                |                                                            |                |                                    |                       |             |
| 13 | 13             | «Крошка Шерри» «Sherry Baby»                               | Тони Мордент   | Барбара Холл                       | 12 января 1983 года   | 015         |
| Мэллори уговаривает Алекса сходить на свидание с девушкой из сестринства в надежде, что она поможет ей туда вступить. Но вскоре понимает, что та девушка лишь использует её, чтобы добраться до Алекса.                                    |                |                                                            |                |                                    |                       |             |
| 14 | 14             | «Беглец. Часть 1» «The Fugitive, Part 1»                   | Уилл Маккензи  | Майкл Джей Вейторн                 | 19 января 1983 года   | 016         |
| Когда брат Элизы, Нед (Том Хэнкс), совершает незапланированный визит Китонам, выясняется, что он скрывается от ФБР за присвоение миллионов долларов у своего работодателя.                                                                 |                |                                                            |                |                                    |                       |             |
| 15 | 15             | «Беглец. Часть 2» «The Fugitive, Part 2»                   | Уилл Маккензи  | Майкл Джей Вейторн                 | 26 января 1983 года   | 017         |
| После того как Нед признаётся, что присвоил деньги чтобы сохранить работу для 1800 человек, Китоны сначала пытаются помочь ему ускользнуть от ФБР, но в итоге убеждают его сдаться.                                                        |                |                                                            |                |                                    |                       |             |
| 16 | 16             | «Предельная погрешность» «Margin of Error»                 | Тони Мордент   | Майкл Рассноу                      | 9 февраля 1983 года   | 018         |
| Алекс выдаёт себя за отца и использует акции семьи для вложения на рынке, но в итоге теряет крупную сумму денег. |                |                                                            |                |                                    |                       |             |
| 17 | 17             | «Уроки французского» «French Lessons»                      | Тони Мордент   | Рут Беннетт                        | 16 февраля 1983 года  | 019         |
| Мэллори идёт на свидание со своим репетитором по французскому, Джефом (Джон Дукакис), который следует романтическим советам Алекса. Тем временем, Стивен пытается обыграть Алекса в шахматы.                                               |                |                                                            |                |                                    |                       |             |
| 18 | 18             | «Братец Мин» «I Gotta Be Ming»                             | Сэм Вайзман    | Дуглас Уаймэн                      | 23 февраля 1983 года  | 020         |
| Пока Элиза пытается собрать деньги на важную образовательную программу, Алекс берёт под крыло вьетнамского мальчика по имени Мин. |                |                                                            |                |                                    |                       |             |
| 19 | 19             | «Сьюзан тебя потопит» «Suzanne Takes You Down»             | Уилл Маккензи  | Рут Беннетт                        | 16 марта 1983 года    | 010         |
| Элиза предлагает работу своей подруге Сьюзан, но та не способна выполнять её надлежащим образом. |                |                                                            |                |                                    |                       |             |
| 20 | 20             | «Пятое колесо» «The Fifth Wheel»                           | Эндрю Маккалау | Рут Беннетт и Майкл Джей Вейторн   | 28 марта 1983 года    | 022         |
| Дженнифер чувствует себя обузой для семьи и решает сбежать. |                |                                                            |                |                                    |                       |             |
| 21 | 21             | «Боязнь камеры» «Stage Fright»                             | Сэм Вайзман    | Рут Беннетт и Майкл Джей Вейторн   | 4 апреля 1983 года    | 021         |
| Школьная команда Алекса по телевикторине вынуждена искать замену заболевшему участнику, в отчаянии Алекс предлагает место Мэллори. |                |                                                            |                |                                    |                       |             |
| 22 | 22             | «Элиза д'Арк» «Elyse d'Arc»                                | Майкл Зинберг  | Майкл Джей Вейторн                 | 4 апреля 1983 года    | 002         |
| Стивен и Элиза ссорятся, когда плотное рабочее расписание Элизы не позволяет им проводить время вместе. |                |                                                            |                |                                    |                       |             |

### Сезон 2 (1983—1984)
| Номер в сериале | Номер в сезоне | Название                                                  | Режиссёр       | Сценарист                                        | Дата выхода           | Произв. код |
| --- | -------------- | --------------------------------------------------------- | -------------- | ------------------------------------------------ | --------------------- | ----------- |
| 23 | 1              | «Ночь нужна» «Tender is the Knight»                       | Сэм Вайзман    | Рут Беннетт                                      | 28 сентября 1983 года | 023         |
| Алекс должен выдержать пребывание в доме своей детской любви (Талия Болсам), "странным" образом действующей на него. Прим.: первый эпизод, в котором Стивен Китон предстал на экране с бородой. Он сохранит её до конца сериала. Майкл Гросс обзавёлся бородой между 1 и 2 сезонами для бродвейской постановки.                                                        |                |                                                           |                |                                                  |                       |             |
| 24 | 2              | «Возвращение в родные пенаты» «The Homecoming»            | Сэм Вайзман    | Дуглас Уаймэн                                    | 12 октября 1983 года  | 027         |
| Парень Мэллори, Джеф, возвращается в Коламбус и признаётся Алексу, что ненавидит Принстон и готов на всё, чтобы оттуда уехать; даже встречаться с Мэллори на постоянной основе. |                |                                                           |                |                                                  |                       |             |
| 25 | 3              | «Тем больнее падать» «The Harder They Fall»               | Сэм Вайзман    | Рич Рейнхарт                                     | 19 октября 1983 года  | 026         |
| Родительское собрание в школе Алекса и Мэллори приобретает новый оборот после спора Элизы и Стивена с нахальным и несносным учителем (Эдвард Эдвардс), который доводит их до рукоприкладства. От этого учителя зависят рекомендации в колледж для Алекса. |                |                                                           |                |                                                  |                       |             |
| 26 | 4              | «Модель года» «This Year's Model»                         | Джон Паскин    | Сьюзен Бороуиц и Ричард Раскин                   | 26 октября 1983 года  | 032         |
| Мэллори записывает себя и Элизу на модельный конкурс, но разочаровывается вскоре после победы - все лавры достаются Элизе. |                |                                                           |                |                                                  |                       |             |
| 27 | 5              | «Забываемый роман» «Not An Affair to Remember»            | Сэм Вайзман    | Рут Беннетт и Гари Дэвид Голдберг                | 2 ноября 1983 года    | 029         |
| Верность Стивена проходит испытание, когда он узнаёт, что Стэйси (Джудит Лайт), его коллега по работе, без ума от него. |                |                                                           |                |                                                  |                       |             |
| 28 | 6              | «В ловушке у скорости» «Speed Trap»                       | Сэм Вайзман    | Майкл Джей Вейторн                               | 9 ноября 1983 года    | 025         |
| Помешанный на отличных оценках для университетской стипендии, Алекс начинает принимать амфетамины. |                |                                                           |                |                                                  |                       |             |
| 29 | 7              | «Милая Лоррэйн» «Sweet Lorraine»                          | Сэм Вайзман    | Алан Югер                                        | 16 ноября 1983 года   | 031         |
| Работая на радиостанции, Алекс назначает свидание вслепую поклоннице джазовой музыки (Каролин Сеймур), которая оказывается в два раза старше его. |                |                                                           |                |                                                  |                       |             |
| 30 | 8              | «Твёрдое тесто» «Batter Up»                               | Сэм Вайзман    | Лиза А. Банник                                   | 30 ноября 1983 года   | 028         |
| Алекс, будучи тренером детской бейсбольной команды, оказывает чрезмерное давление на свою сестру. Стивен и Элиза объясняют ему, что быть тренером - это больше, чем просто требовать победы и наставлять. |                |                                                           |                |                                                  |                       |             |
| 31 | 9              | «Рождественская песнь Китонов» «A Keaton Christmas Carol» | Уилл Маккензи  | Сценарий: Роберт Каплан Постановка: Рич Рейнхарт | 14 декабря 1983 года  | 037         |
| Рождественская песнь Чарльза Диккенса адаптирована для Китонов: Алексу (в роли Скуджа) проливают свет на значение Рождества Дженнифер (в роли Духа Рождества прошлого) и Мэллори (в роли Духа Рождества будущего). |                |                                                           |                |                                                  |                       |             |
| 32 | 10             | «В погоне за Китом» «To Snatch a Keith»                   | Сэм Вайзман    | Алан Югер                                        | 21 декабря 1983 года  | 024         |
| В гости к Китонам приезжает старый друг Ричард (Джеймс Саториус) с сыном Китом (Дэвид Фаустино), собирающийся развестись с женой. Выясняется, что сын после развода останется с матерью, и отец в порыве безысходности увозит его в неизвестном направлении. На поиски отправляется Стивен.                                                                            |                |                                                           |                |                                                  |                       |             |
| 33 | 11             | «Именинник» «Birthday Boy»                                | Уилл Маккензи  | Майкл Джей Вейторн                               | 5 января 1984 года    | 033         |
| Друзья Алекса Нил (Джон Путч) и Даг (Криспин Гловер) собираются устроить ему день рождения в Западной Вирджинии, где спиртное разрешено употреблять с 18 лет, но Элизе эта задумка очень не по душе. Прим.: Майкл Джей Фокс и Криспин Гловер вскоре вместе снимутся в фильме всех времён "Назад в будущее". Джон Путч также снимался в серии "Лето 82-го" в роли Пита. |                |                                                           |                |                                                  |                       |             |
| 34 | 12             | «Вперёд, Тигры!» «Go Tigers»                              | Уилл Маккензи  | Майкл Джей Вейторн                               | 12 января 1984 года   | 036         |
| Алекс отправляется на собеседование в университет Принстон. С ним увязывается Мэллори, чтобы навестить Джеффа, но по приезде выясняет, что он встречается с другой. Это сильно расстраивает Мэллорри и она обращается за поддержкой к Алексу, которому предстоит сделать выбор между университетом и семьёй.                                                           |                |                                                           |                |                                                  |                       |             |
| 35 | 13             | «М – значит многое» «"M" is for the Many Things»          | Уилл Маккензи  | Лиза А. Банник                                   | 19 января 1984 года   | 038         |
| Элиза не может принять, что её родители разводятся и её мать открыта к новым отношениям. |                |                                                           |                |                                                  |                       |             |
| 36 | 14             | «Признать проблему» «Say Uncle»                           | Уилл Маккензи  | Рут Беннетт                                      | 26 января 1984 года   | 039         |
| Брат Элизы Нед (Том Хэнкс) возвращается из тюрьмы в надежде вернуть жизнь в колею, устроившись на работу в телестудию. Узнав, что Нед провалил собеседование, заявившись на него пьяным, Элиза, Стивен и Алекс пытаются уговорить его начать лечиться от алкогольной зависимости.                                                                                      |                |                                                           |                |                                                  |                       |             |
| 37 | 15             | «Дамский угодник» «Ladies' Man»                           | Джон Паскин    | Алан Югер                                        | 2 февраля 1984 года   | 040         |
| Увлёкшись своей одноклассницей Диной Маркс (Трейси Нельсон), Алекс вступает в движение за Поправку о равноправии полов, к большому сюрпризу для родителей. Но вскоре он понимает, что врать о своих убеждениях ради девушки - это нехорошо. |                |                                                           |                |                                                  |                       |             |
| 38 | 16             | «Готов ты или нет» «Ready or Not»                         | Ли Шаллат      | Рут Беннетт и Майкл Джей Вейторн                 | 9 февраля 1984 года   | 041         |
| Мэллори обращается за советом к Алексу, когда новый парень склоняет её заняться сексом. |                |                                                           |                |                                                  |                       |             |
| 39 | 17             | «Двойное свидание» «Double Date»                          | Уилл Маккензи  | Дуглас Уаймэн                                    | 16 февраля 1984 года  | 044         |
| Алекс нечаянно приглашает на выпускной вечер двух девушек, Рэйчел Миллер (Дафна Зунига) И Джоселин Кларк (Джейми Герц). На вечере ему приходится выкручиваться, попеременно танцуя с обеими и держа их в неведении друг о дружке. |                |                                                           |                |                                                  |                       |             |
| 40 | 18             | «Леди, поющая блюз» «Lady Sings the Blues»                | Эндрю Маккалау | Алан Югер и Майкл Джей Вейторн                   | 23 февраля 1984 года  | 042         |
| Элиза вспоминает былое и решает возобновить свою певческую карьеру. |                |                                                           |                |                                                  |                       |             |
| 41 | 19             | «Неизвестный младенец» «Baby Boy Doe»                     | Уилл Маккензи  | Рут Беннетт и Алан Югер                          | 8 марта 1984 года     | 045         |
| Скиппи выясняет, что он приёмный ребёнок, и просит помочь Китонов отыскать его биологическую мать. |                |                                                           |                |                                                  |                       |             |
| 42 | 20             | «Выпускник» «The Graduate»                                | Уилл Маккензи  | Рут Беннетт и Ллойд Гарвер                       | 15 марта 1984 года    | 043         |
| Отношение Алекса к женщинам проходят серьёзную проверку, когда он выясняет, что станет лишь вторым по успеваемости учеником в классе, а его девушка Рэйчел - лучшим учеником, держащим речь. |                |                                                           |                |                                                  |                       |             |
| 43 | 21             | «Девичий дневник» «Diary of a Young Girl»                 | Сэм Вайзман    | Рут Беннетт                                      | 3 мая 1984 года       | 034         |
| Дженнифер ожидает худшего, когда отправляется на операцию по удалению гланд. Она вспоминает последние стычки с каждым из её семьи и раскаивается в своём поведении. |                |                                                           |                |                                                  |                       |             |
| 44 | 22             | «В работе» «Working At It»                                | Сэм Вайзман    | Ллойд Гарвер                                     | 10 мая 1984 года      | 030         |
| Элиза пытается совместить новую работу, заботу о семье и хлопоты по дому. |                |                                                           |                |                                                  |                       |             |

### Сезон 3 (1984—1985)
| Номер в сериале | Номер в сезоне | Название                                                                       | Режиссёр       | Сценарист                                                         | Дата выхода           | Произв. код |
| --- | -------------- | ------------------------------------------------------------------------------ | -------------- | ----------------------------------------------------------------- | --------------------- | ----------- |
| 45 | 1              | «Во власти игры» «The Gambler»                                                 | Уилл Маккензи  | Алан Югер и Майкл Джей Вейторн                                    | 20 сентября 1984 года | 046         |
| Во время архитектурной конференции в Атлантик-Сити Элиза не может устоять перед притяжением азартных игр. |                |                                                                                |                |                                                                   |                       |             |
| 46 | 2              | «Опять 25» «Here We Go Again»                                                  | Уилл Маккензи  | Рут Беннетт и Алан Югер                                           | 27 сентября 1984 года | 047         |
| Почувствовав себя плохо, Элиза обращается за помощью к доктору и узнаёт, что снова беременна. Все в семье сначала воспринимают эту новость в штыки, но после понимают, насколько она хорошая. |                |                                                                                |                |                                                                   |                       |             |
| 47 | 3              | «Малыш в колледже» «Little Man on Campus»                                      | Джон Паскин    | Майкл Джей Вейторн                                                | 4 октября 1984 года   | 050         |
| Алекс отправляется на учёбу в колледж, но сразу сталкивается с трудностями: по мнению одного из преподавателей, быть умнее всех, не значит быть самым умным. |                |                                                                                |                |                                                                   |                       |             |
| 48 | 4              | «Возлюби ближнего своего» «Love Thy Neighbor»                                  | Уилл Маккензи  | Сценарий: Рич Рейнхарт Постановка: Алан Югер и Майкл Джей Вейторн | 11 октября 1984 года  | 054         |
| В Коламбус возвращается старый друг Дженнифер, но повзрослев, теперь он больше интересуется Мэллори. Прим.: первый эпизод, в котором Мередит Бакстер не принимала участия из-за беременности. |                |                                                                                |                |                                                                   |                       |             |
| 49 | 5              | «Китон и сын» «Keaton and Son»                                                 | Уилл Маккензи  | Лисса Левин                                                       | 18 октября 1984 года  | 052         |
| Стивен очень рад совместной работе с Алексом и уже планирует их совместное будущее на студии, но Алекс старается уверить отца, что у него другие жизненные цели. Прим.: второй эпизод, в котором Мередит Бакстер не принимала участия из-за беременности. |                |                                                                                |                |                                                                   |                       |             |
| 50 | 6              | «Тряпочные знания» «Fabric Smarts»                                             | Уилл Маккензи  | Ллойд Гарвер                                                      | 25 октября 1984 года  | 048         |
| Мэллори очень нравится работать в магазине одежды, но из-за этого её оценки в школе неуклонно снижаются. |                |                                                                                |                |                                                                   |                       |             |
| 51 | 7              | «Лихорадка на "Горячей линии"» «Hotline Fever»                                 | Джон Паскин    | Марк Лоуренс                                                      | 1 ноября 1984 года    | 055         |
| Алекс и его давний школьный соперник Джеймс оказываются в одной команде на лиландской горячей линии для самоубийц. Они вынуждены забыть свои разногласия, когда им поступает звонок от мужчины, угрожающего убить себя. Прим.: третий эпизод, в котором Мередит Бакстер не принимала участия из-за беременности. |                |                                                                                |                |                                                                   |                       |             |
| 52 | 8              | «4 комнаты, вид на океан» «4 Rms Ocn Vu»                                       | Ли Шаллат      | Алан Югер и Лоуренс Югер                                          | 8 ноября 1984 года    | 057         |
| Пока Стивен и Элиза в отъезде, Мэллори разбивает машину о фонарный столб рядом с домом. Чтобы собрать наличные на ремонт, Алекс сдаёт дом болельщикам, приехавшим на футбольную игру. Всё идёт как по маслу, каждая комната сдаётся по завышенной цене, и вскоре денег становится выше крыши. Но внезапное появление Стивена ставит крест на гостеприимстве Китон-отеля. Прим.: четвёртый эпизод, в котором Мередит Бакстер не принимала участия из-за беременности. |                |                                                                                |                |                                                                   |                       |             |
| 53 | 9              | «Шафер» «Best Man»                                                             | Джон Паскин    | Алан Югер                                                         | 15 ноября 1984 года   | 051         |
| Алекс переживает, что потеряет своего друга Дага, заявившего о намерении жениться. В результате их тёрок, страхи Алекса сбываются. |                |                                                                                |                |                                                                   |                       |             |
| 54 | 10             | «Потерянный уикэнд» «Lost Weekend»                                             | Уилл Маккензи  | Рут Беннетт и Майкл Джей Вейторн                                  | 22 ноября 1984 года   | 049         |
| Стивен и Элиза в последний раз перед рождением ребёнка планируют провести особенный уикэнд со своими детьми, но дети - совсем другого мнения об этом. |                |                                                                                |                |                                                                   |                       |             |
| 55 | 11             | «Не целуй меня, я лишь посредник» «Don't Kiss Me, I'm Only the Messenger»      | Уилл Маккензи  | Рут Беннетт                                                       | 29 ноября 1984 года   | 053         |
| Скиппи просит Алекса помочь ему со свиданием, но избранницу Скиппи непреодолимо тянет к Алексу. |                |                                                                                |                |                                                                   |                       |             |
| 56 | 12             | «Требуется помощь» «Help Wanted»                                               | Уилл Маккензи  | Рут Беннетт и Майкл Джей Вейторн                                  | 6 декабря 1984 года   | 056         |
| Чтобы помочь по дому в связи с поздним сроком беременности Элизы, Алекс, не согласовывая со Стивеном, нанимает домработницу Кэрен Николсон (Джина Дэвис). Вскоре Кэрен показывают свою абсолютную профнепригодность, но это не мешает Алексу в неё влюбиться. Прим.: пятый эпизод, в котором Мередит Бакстер не принимала участия из-за беременности. Роберт Костанцо исполнил роль одного из претендентов на должность домработницы.                                |                |                                                                                |                |                                                                   |                       |             |
| 57 | 13             | «Кэрен II, Алекс 0» «Karen II, Alex 0»                                         | Ли Шаллат      | Ллойд Гарвер и Майкл Джей Вейторн                                 | 13 декабря 1984 года  | 058         |
| Алекс, желающий попасть в студенческое братство, уговаривает Кэрен пойти с ним к ним на вечер. Всё идёт отлично, пока Кэрен не встречает своего старого ухажёра в лице декана. Прим.: шестой эпизод, в котором Мередит Бакстер не принимала участия из-за беременности. |                |                                                                                |                |                                                                   |                       |             |
| 58 | 14             | «О, Донна!» «Oh Donna»                                                         | Уилл Маккензи  | Алан Югер                                                         | 3 января 1985 года    | 060         |
| Алекс помогает на курсах по родам одинокой будущей матери. Врождённый энтузиазм Алекса берёт верх и он готов жениться и усыновить ещё не родившегося ребёнка. |                |                                                                                |                |                                                                   |                       |             |
| 59 | 15             | «Появление тётушки» «Auntie Up»                                                | Джон Паскин    | Лоуренс Х. Леви                                                   | 10 января 1985 года   | 059         |
| Любимая тётушка Мэллори (Эдит Атуотер) внезапно умирает от сердечного приступа. Мэллори впадает в глубокую депрессию, но семья помогает ей справиться с потрясением. Прим.: седьмой эпизод, в котором Мередит Бакстер не принимала участия из-за беременности. |                |                                                                                |                |                                                                   |                       |             |
| 60 | 16             | «Филадельфийская история» «Philadelphia Story»                                 | Уилл Маккензи  | Майкл Джей Вейторн                                                | 17 января 1985 года   | 061         |
| Делая доклад по истории, Алекс засыпает. Во сне он становится конюшонком из Филадельфии и вместе со своим другом Скипфордом участвует в событиях написания Декларации независимости США. Майкл Гросс также играет Томаса Джефферсона. |                |                                                                                |                |                                                                   |                       |             |
| 61 | 17             | «Рождение Китона. Часть 1» «Birth of a Keaton, Part 1»                         | Уилл Маккензи  | Ллойд Гарвер                                                      | 24 января 1985 года   | 062         |
| Семья Китонов принимает участие в ежегодном телемарафоне по сбору средств. Стивен отлучается домой из-за аварии на водопроводе. Во время выступления в прямом эфире у Элизы начинаются роды. |                |                                                                                |                |                                                                   |                       |             |
| 62 | 18             | «Рождение Китона. Часть 2» «Birth of a Keaton, Part 2»                         | Уилл Маккензи  | Марк Лоуренс и Алан Югер                                          | 31 января 1985 года   | 063         |
| Всё дети пытаются помочь Элизе с родами, кто-то паникует, кто-то наоборот. Тем временем Стивен с врачом-акушером пытаются пробраться на студию через заснеженные дороги. |                |                                                                                |                |                                                                   |                       |             |
| 63 | 19             | «Плакса» «Cry Baby»                                                            | Сэм Вайзман    | Брюс Девид и Брюс Хелфорд                                         | 7 февраля 1985 года   | 064         |
| С появлением новорождённого Эндрю все заботы семьи переключаются на него. Дженнифер перестаёт быть самым маленьким ребёнком и начинает чувствовать себя обделённой. |                |                                                                                |                |                                                                   |                       |             |
| 64 | 20             | «Плохо знаю я историю» «Don't Know Much About History...»                      | Сэм Вайзман    | Марк Лоуренс и Майкл Джей Вейторн                                 | 14 февраля 1985 года  | 065         |
| Алекс и Джеймс организовывают совместные репетиторские курсы. Оба они стараются выделиться перед студенткой, которую обучают. |                |                                                                                |                |                                                                   |                       |             |
| 65 | 21             | «Воспитание крохи» «Bringing Up Baby»                                          | Эндрю Маккалау | Рич Рейнхарт                                                      | 21 февраля 1985 года  | 067         |
| С двумя работами, тремя детьми и требующим большого внимания малышом Стивен и Элиза совсем не могут найти времени друг для друга. И когда им удаётся наконец выкроить вечерок, они осознают, что скучают по всему этому хаосу. |                |                                                                                |                |                                                                   |                       |             |
| 66 | 22             | «Ледниковый период» «Cold Storage»                                             | Ли Шаллат      | Марк Лоуренс                                                      | 7 марта 1985 года     | 066         |
| Находясь в подвале с Мэллори, Скиппи случайно закрывает дверь. Остальных Китонов нет дома, и до их приезда двое заточенцев вынуждены выживать в трудных условиях. |                |                                                                                |                |                                                                   |                       |             |
| 67 | 23             | «В поисках утраченного времени. Часть 1» «Remembrances of Things Past, Part 1» | Сэм Вайзман    | Гари Дэвид Голдберг и Алан Югер                                   | 28 марта 1985 года    | 068         |
| Стивен впервые после смерти отца возвращается домой. Его встречают мать и брат. Дома возвращаются в памяти и старые воспоминания. |                |                                                                                |                |                                                                   |                       |             |
| 68 | 24             | «В поисках утраченного времени. Часть 2» «Remembrances of Things Past, Part 2» | Сэм Вайзман    | Гари Дэвид Голдберг и Алан Югер                                   | 28 марта 1985 года    | 069         |
| Вместе с воспоминаниями всплывают и старые разногласия Стивена с братом. |                |                                                                                |                |                                                                   |                       |             |

### Фильм (1985)
Телевизионный фильм "Семейные узы на каникулах" был показан за два дня до начала четвертого сезона. Затем фильм был разбит на четыре отдельных эпизода.
| Название                                                                                      | Режиссёр      | Сценарист                                                        | Дата выхода           |
| --------------------------------------------------------------------------------------------- | ------------- | ---------------------------------------------------------------- | --------------------- |
| «Семейные узы на каникулах» «Family Ties Vacation»                                            | Уилл Маккензи | Гари Дэвид Голдберг, Майкл Джей Вейторн, Алан Югер, Марк Лоуренс | 23 сентября 1985 года |
| Китоны отправляются на каникулы в Англию, где становятся фигурантами международных махинаций. |               |                                                                  |                       |

### Сезон 4 (1985—1986)
| Номер в сериале | Номер в сезоне | Название                                            | Режиссёр       | Сценарист                                                                       | Дата выхода           | Произв. код |
| --- | -------------- | --------------------------------------------------- | -------------- | ------------------------------------------------------------------------------- | --------------------- | ----------- |
| 69 | 1              | «Верный выбор. Часть 1» «The Real Thing, Part 1»    | Уилл Маккензи  | Майкл Джей Вейторн                                                              | 26 сентября 1985 года | 074         |
| Ухлёстывая за выбранной им по фотографии первокурсницей, Алекс увлекается её соседкой по комнате Эллен (Трэйси Поллан). Их чувства обретают взаимность, но отношения осложняются наличием у Эллен жениха. Прим.: первая серия с участием Трэйси Поллан, впоследствии ставшей женой Майкла Джей Фокса.                                        |                |                                                     |                |                                                                                 |                       |             |
| 70 | 2              | «Верный выбор. Часть 2» «The Real Thing, Part 2»    | Уилл Маккензи  | Майкл Джей Вейторн                                                              | 3 октября 1985 года   | 075         |
| Пока Эллен собирается уехать из города, чтобы выйти замуж, они оба, она и Алекс, должны решить, насколько серьёзна их симпатия друг к другу. Прим.: в 2009 году журнал Телегид поставил эту серию на 76 место в своём списке 100 величайших серий.                                                                                           |                |                                                     |                |                                                                                 |                       |             |
| 71 | 3              | «Мистер Плохой» «Mr. Wrong»                         | Уилл Маккензи  | Алан Югер                                                                       | 17 октября 1985 года  | 073         |
| Мэллори приводит домой своего нового парня, Ника Мура (Скотт Валентайн), воплощающего в себе все те качества, которые Элиза и Стивен надеялись не увидеть в парне своей дочери. |                |                                                     |                |                                                                                 |                       |             |
| 72 | 4              | «Назначенный игрок» «Designated Hitter»             | Джон Паскин    | Стивен Дж. Карвик                                                               | 24 октября 1985 года  | 070         |
| Дженнифер не без последствий защищает своего знакомого по школе от нападок хулигана (Дэнни Нуччи). Тем временем Алекс недоумевает, что Мэллори набирает больший чем у него балл в тесте на IQ. |                |                                                     |                |                                                                                 |                       |             |
| 73 | 5              | «'Будь собой» «Don't Go Changin»                    | Асаад Келада   | Марк Лоуренс                                                                    | 31 октября 1985 года  | 079         |
| Алекс пытается измениться, чтобы впечатлить Эллен и её высокохудожественных друзей. Тем временем Стивен всячески пытается избежать похода в книжный клуб Элизы во время трансляций футбольных матчей. |                |                                                     |                |                                                                                 |                       |             |
| 74 | 6              | «Отчаянная попытка» «The Old College Try»           | Барбара Шульц  | Рут Беннетт                                                                     | 7 ноября 1985 года    | 076         |
| Мэллори очень огорчает Элизу заявлением, что не желает поступать в Колледж. |                |                                                     |                |                                                                                 |                       |             |
| 75 | 7              | «Репетитор» «My Tutor»                              | Сэм Вайзман    | Джейс Ричдэйл                                                                   | 14 ноября 1985 года   | 080         |
| Чтобы подтянуть геометрию, Алекс нанимает репетитора Юджина (Ривер Феникс), который оказывается 14-летним мальчиком-вундеркиндом. С первого взгляда Юджин влюбляется в Дженнифер. Тем временем Стивен усиленно работает над семейным бюджетом.                                                                                               |                |                                                     |                |                                                                                 |                       |             |
| 76 | 8              | «Мистер Хороший» «Mr. Right»                        | Сэм Вайзман    | Алан Югер                                                                       | 21 ноября 1985 года   | 081         |
| Ради расположения Стивена и Элизы Ник пытается измениться, обратившись за помощью к Алексу, который превращает Ника в полное подобие себя. |                |                                                     |                |                                                                                 |                       |             |
| 77 | 9              | «Один только взгляд» «Just One Look»                | Эндрю Маккалау | Сценарий: Роберт Пол Вольф Постановка: Гари Дэвид Голдберг и Майкл Джей Вейторн | 5 декабря 1985 года   | 082         |
| К Китонам приезжает в гости старый приятель Стивена по колледжу (Роберт Десайдрио), с которым, как выясняется, у Элизы в прошлом был роман. Это вызывает крайнюю ревность у Стивена. |                |                                                     |                |                                                                                 |                       |             |
| 78 | 10             | «Как тебе спится?» «How Do You Sleep?»              | Джон Паскин    | Марк Лоуренс                                                                    | 12 декабря 1985 года  | 083         |
| Алекс страдает бессонницей, что, влияет на всех членов семьи к большому их неудовольствию. |                |                                                     |                |                                                                                 |                       |             |
| 79 | 11             | «У тебя есть друг» «You've Got a Friend»            | Джон Паскин    | Рут Беннетт                                                                     | 19 декабря 1985 года  | 085         |
| Алекс и Мэллори ловят девочку-подростка Джесси (Марта Плимптон) на краже в магазине и сдают её полиции. Но после Мэллори решает помочь девочке и подружиться с ней. Вот только Джесси не готова принять помощь и дружбу. |                |                                                     |                |                                                                                 |                       |             |
| 80 | 12             | «Большой человек» «Nothing But a Man»               | Уилл Маккензи  | Сценарий: Йохан М. Вольф Постановка: Жан Крайняк Бринк                          | 2 января 1986 года    | 086         |
| Стивен получает долгожданное повышение на работе, но новая должность не оставляет ему времени на семью. Тем временем Алекс возмущён фактом, что Энди хочет играть лишь с куклой, подаренной ему Эллен. |                |                                                     |                |                                                                                 |                       |             |
| 81 | 13             | «Ученица» «The Disciple»                            | Уилл Маккензи  | Рич Рейнхарт                                                                    | 9 января 1986 года    | 089         |
| Алекс помогает Дженнифер с устным докладом для школы и слегка переусердствует. В школе все в восторге от доклада, но Дженнифер не понимает из него ни слова. |                |                                                     |                |                                                                                 |                       |             |
| 82 | 14             | «Родительский день» «Where's Poppa»                 | Уилл Маккензи  | Сьюзен Бороуиц и Марк Лоуренс                                                   | 16 января 1986 года   | 090         |
| Алекс знакомится с отцом Эллен, Франклином (Ронни Кокс), который оказывается очень богатым человеком, но с которым у Эллен напряжённые отношения. |                |                                                     |                |                                                                                 |                       |             |
| 83 | 15             | «Обалдевший от любви» «Fool for Love»               | Ли Шаллат      | Марк Лоуренс                                                                    | 23 января 1986 года   | 091         |
| Скиппи не может избавиться от чувств к Мэллори, даже несмотря на её отношения с Ником. |                |                                                     |                |                                                                                 |                       |             |
| 84 | 16             | «Шахматы» «Checkmate»                               | Сэм Вайзман    | Майкл Джей Вейторн                                                              | 30 января 1986 года   | 092         |
| Алекс играет на шахматном турнире с русским гроссмейстером. |                |                                                     |                |                                                                                 |                       |             |
| 85 | 17             | «Автомеханика» «Engine Trouble»                     | Джон Паскин    | Рут Беннетт                                                                     | 6 февраля 1986 года   | 093         |
| После поломки машины Элиза и Алекс вынуждены идти до дома пешком. Чтобы избежать такого в будущем, они решают поступить на курсы автомехаников, обучение на которых Алекс превращает в соревнование. Тем временем Стивен всячески отрицает, что болеет, хотя все признаки налицо. Прим.: Роберт Костанцо исполнил роль преподавателя курсов. |                |                                                     |                |                                                                                 |                       |             |
| 86 | 18             | «Уроки жизни. Часть 1» «A Word to the Wise, Part 1» | Уилл Маккензи  | Сьюзен Бороуиц и Марк Лоуренс                                                   | 13 февраля 1986 года  | 087         |
| Китоны рассказывают Эллен о прошлых выходках и оплошностях Алекса. |                |                                                     |                |                                                                                 |                       |             |
| 87 | 19             | «Уроки жизни. Часть 2» «A Word to the Wise, Part 2» | Уилл Маккензи  | Сьюзен Бороуиц и Марк Лоуренс                                                   | 13 февраля 1986 года  | 088         |
| Рассказ Китонов об Алексе продолжается. К ним присоединяется Скиппи. |                |                                                     |                |                                                                                 |                       |             |
| 88 | 20             | «Любительница искусства» «Art Lover»                | Эндрю Маккалау | Брюс Хелфорд                                                                    | 20 февраля 1986 года  | 094         |
| Мэллори начинает беспокоиться, когда богатая и привлекательная пожилая дама (Кристин Белфорд) проявляет недюжинный интерес к художественным талантам Ника. |                |                                                     |                |                                                                                 |                       |             |
| 89 | 21             | «Любимчик преподавателя» «Teacher's Pet»            | Джон Паскин    | Марк Лоуренс                                                                    | 2 марта 1986 года     | 095         |
| Алекса назначают помощником преподавателя и дают группу, в которой учится Эллен. Изо всех сил он старается относиться к ней непредвзято, но перегибает палку. Тем временем Стивен пытается записать Эндрю в детский сад, против чего выступает Элиза.                                                                                        |                |                                                     |                |                                                                                 |                       |             |
| 90 | 22             | «Прияша» «My Buddy»                                 | Сэм Вайзман    | Алан Югер                                                                       | 6 марта 1986 года     | 096         |
| Стивен не может смириться с фактом, что Дженнифер становится взрослой и уделяет ему всё меньше внимания. Чтобы хоть как-то провести время с дочерью, он идёт с ней на собрание девичьего клуба, где он явно приходится не ко двору. Тем временем Алекс оспаривает в суде дорожный штраф, который, по его мнению, он не заслужил.             |                |                                                     |                |                                                                                 |                       |             |
| 91 | 23             | «Влюблённый в Элизу» «Once in Love with Elyse»      | Сэм Вайзман    | Майкл Джей Вейторн                                                              | 1 мая 1986 года       | 097         |
| В Элизу влюбляется её коллега по работе Пол (Питер Сколари). |                |                                                     |                |                                                                                 |                       |             |
| 92 | 24             | «В погоне за аттестатом» «Paper Chase»              | Сэм Вайзман    | Сьюзен Бороуиц                                                                  | 8 мая 1986 года       | 098         |
| Мэллори рискует не получить аттестат, если не сдаст итоговый экзамен по истории. Прим.: последняя серия с участием Трэйси Поллан в роли Эллен Рид, однако она ещё появится в 5 сезоне в серии из двух частей «Это моя вечеринка», которая изначально была снята для 4 сезона.                                                                |                |                                                     |                |                                                                                 |                       |             |

### Сезон 5 (1986—1987)
| Номер в сериале | Номер в сезоне | Название                                                         | Режиссёр                     | Сценарист                       | Дата выхода           | Произв. код |
| --- | -------------- | ---------------------------------------------------------------- | ---------------------------- | ------------------------------- | --------------------- | ----------- |
| 93 | 1              | «Будь верен своему детсаду» «Be True to Your Preschool»          | Сэм Вайзман                  | Марк Лоуренс                    | 25 сентября 1986 года | 100         |
| Стивен и Элиза отдают малыша Энди в детский сад, но скоро становится ясно что детсадовские порядки совместного использования вещей и взаимопомощи сильно не по вкусу Алексу. |                |                                                                  |                              |                                 |                       |             |
| 94 | 2              | «Всё сначала» «Starting Over»                                    | Стивен Робман                | Алан Вейджер                    | 2 октября 1986 года   | 103         |
| Эллен расстаётся с Алексом и уезжает во Францию. Убитый горем, Алекс впадает в долгую депрессию, а после пытается заменить Эллен очень похожей девушкой. |                |                                                                  |                              |                                 |                       |             |
| 95 | 3              | «Идеалы молодости» «My Back Pages»                               | Сэм Вайзман                  | Рут Беннетт                     | 16 октября 1986 года  | 099         |
| Приезжает старый друг Стивена по колледжу и заявляет, что хочет возобновить выпуск журнала их молодости. |                |                                                                  |                              |                                 |                       |             |
| 96 | 4              | «Красавица и банк» «Beauty and the Bank»                         | Асаад Келада                 | Стивен Дж. Кёрвик               | 30 октября 1986 года  | 105         |
| Алекс устраивается на работу своей мечты в банк, но выясняется, что его босс - это женщина. |                |                                                                  |                              |                                 |                       |             |
| 97 | 5              | «Миссис Плохая. Часть 1» «Mrs. Wrong, Part 1»                    | Сэм Вайзман                  | Алан Югер                       | 6 ноября 1986 года    | 101         |
| Устав от постоянной работы по дому и захотев жить отдельно, Мэллори делает Нику предложение. Элиза и Стивен выступают против свадьбы и сажают Мэллори под домашний арест. Влюблённые готовят побег, чтобы тайно пожениться. |                |                                                                  |                              |                                 |                       |             |
| 98 | 6              | «Миссис Плохая. Часть 2» «Mrs. Wrong, Part 2»                    | Сэм Вайзман                  | Алан Югер                       | 13 ноября 1986 года   | 102         |
| Мэллори сбегает из дома, чтобы тайно выйти замуж за Ника в соседнем штате. За ней отправляется Алекс, чтобы остановить свадьбу. Стивен и Элиза, смирившись, готовятся принимать зятя. |                |                                                                  |                              |                                 |                       |             |
| 99 | 7              | «Сговор» «The Big Fix»                                           | Джон Паскин                  | Майкл Джей Вейторн              | 17 ноября 1986 года   | 084         |
| Элиза выступает в роли свахи, пытаясь свести своего сослуживца и соседскую дочку Лиз Олбек (Терри Фаррелл). Прим.: данная серия нарушает временную последовательность событий в сериале, поскольку была снята для 4 сезона. |                |                                                                  |                              |                                 |                       |             |
| 100 | 8              | «Сторож брату моему» «My Brother's Keeper»                       | Асаад Келада                 | Сьюзен Бороуиц                  | 20 ноября 1986 года   | 107         |
| Алекс пытается устроить Скиппи в студенческое братство. Но выясняется, что Скиппи нужен лишь как «большой шут» и принимать его никуда не собираются. Перед Алексом встаёт вопрос кого выбрать: друга или братство. |                |                                                                  |                              |                                 |                       |             |
| 101 | 9              | «Тайна средней школы» «High School Confidential»                 | Марк В. Трэвис               | Рут Беннетт                     | 4 декабря 1986 года   | 112         |
| Чтобы устроиться на работу учителем рисования в местный молодёжный центр, Нику нужно получить аттестат об окончании школы, в чём ему помогают Мэллори и Алекс. |                |                                                                  |                              |                                 |                       |             |
| 102 | 10             | «Бумажный лев» «Paper Lion»                                      | Питер Болдуин                | Венди Аарон                     | 11 декабря 1986 года  | 106         |
| Алекс совместно со своим преподавателем Экономики проводят важную исследовательскую работу, которая сулит им славу. В процессе выясняется, что их доводы неверны. |                |                                                                  |                              |                                 |                       |             |
| 103 | 11             | «Моя мать, моя подруга» «My Mother, My Friend»                   | Линн Хамрик                  | Кейт Баутильер                  | 18 декабря 1986 года  | 113         |
| Мэллори приводит домой свою подругу, у которой с Элизой больше общего, чем с родной дочерью. Мэллори завидует вниманию, оказываемому Элизой её подруге. |                |                                                                  |                              |                                 |                       |             |
| 104 | 12             | «Эх, братец. Часть 1» «O'Brother, Part 1»                        | Сэм Вайзман                  | Алан Югер                       | 8 января 1987 года    | 108         |
| Брат Сивена, Роб, у которого с ним напряжённые отношения, приезжает сообщить новость, что разводится со своей женой (Джули Кобб). |                |                                                                  |                              |                                 |                       |             |
| 105 | 13             | «Эх, братец. Часть 2» «O'Brother, Part 2»                        | Сэм Вайзман                  | Алан Югер                       | 15 января 1987 года   | 109         |
| Напряжение усиливается, когда жена Роба сообщает свою версию причины их развода. |                |                                                                  |                              |                                 |                       |             |
| 106 | 14             | «Высшая любовь» «Higher Love»                                    | Дебби Аллен                  | Сьюзен Бороуиц                  | 22 января 1987 года   | 116         |
| Мэллори влюбляется в парня из группы по литературным чтениям. |                |                                                                  |                              |                                 |                       |             |
| 107 | 15             | «Ученик архитектора» «Architect's Apprentice»                    | Стивен Робман                | Дэвид Тайрон Кинг               | 29 января 1987 года   | 117         |
| Ник уговаривает Стивена разрешить ему принять участие в конкурсе на скульптуру для холла телестудии. |                |                                                                  |                              |                                 |                       |             |
| 108 | 16             | «Повесть о двух городах. Часть 1» «A Tale of Two Cities, Part 1» | Питер Болдуин                | Марк Лоуренс и Алан Югер        | 5 февраля 1987 года   | 114         |
| Алекс вместе со своей начальницей Ребеккой (Мелинда Кулеа) отправляется в Чикаго на межбанковскую конференцию. В Коламбусе женская часть семьи Китонов намеревается сделать ремонт на кухне, для чего нанимает дизайнера (Алан Блюменфилд).                                                                                               |                |                                                                  |                              |                                 |                       |             |
| 109 | 17             | «Повесть о двух городах. Часть 2» «A Tale of Two Cities, Part 2» | Питер Болдуин                | Марк Лоуренс и Алан Югер        | 12 февраля 1987 года  | 115         |
| Во время конференции Ребекка перебарщивает с алкоголем и выставляет на посмешище и себя, и Алекса. Тем временем за ремонт на кухне берётся Стивен. |                |                                                                  |                              |                                 |                       |             |
| 110 | 18             | «Битва полов. Часть 1» «Battle of the Sexes, Part 1»             | Эндрю Маккалау и Сэм Вайзман | Стивен Дж. Кёрвик.              | 19 февраля 1987 года  | 110         |
| Китоны вспоминают противостояния между мужчинами и женщинами в их семье. |                |                                                                  |                              |                                 |                       |             |
| 111 | 19             | «Битва полов. Часть 2» «Battle of the Sexes, Part 2»             | Эндрю Маккалау и Сэм Вайзман | Стивен Дж. Кёрвик               | 19 февраля 1987 года  | 111         |
| Китоны продолжают вспоминать противостояния между мужчинами и женщинами в их семье. |                |                                                                  |                              |                                 |                       |             |
| 112 | 20             | «Группа в бегах» «Band on the Run»                               | Эндрю Маккалау               | Сьюзен Бороуиц и Марк Лоуренс   | 26 февраля 1987 года  | 118         |
| Дженнифер со своей музыкальной группой участвует в прослушивании для выступления в колледже Лиланд. Увидев в группе потенциал и возможность заработать, Алекс уговаривает их взять его на должность менеджера и отправиться в турне. |                |                                                                  |                              |                                 |                       |             |
| 113 | 21             | «Китон против Китона» «Keaton vs. Keaton»                        | Сэм Вайзман                  | Стивен Дж. Кёрвик               | 5 марта 1987 года     | 123         |
| Алекс и Мэллори сражаются за стипендию от телестудии в размере 2500 долларов. |                |                                                                  |                              |                                 |                       |             |
| 114 | 22             | «Меня зовут Алекс. Часть 1» «A, My Name is Alex, Part 1»         | Уилл Маккензи                | Гари Дэвид Голдберг и Алан Югер | 12 марта 1987 года    | 119         |
| Близкий друг Алекса, Грег (Брайан Макнамара) погибает в автокатастрофе. Алекс не может смириться со смертью друга, и у него происходит нервный срыв. |                |                                                                  |                              |                                 |                       |             |
| 115 | 23             | «Меня зовут Алекс. Часть 2» «A, My Name is Alex, Part 2»         | Уилл Маккензи                | Гари Дэвид Голдберг и Алан Югер | 12 марта 1987 года    | 120         |
| Стивен и Элиза, беспокоясь за здоровье сына, отправляют его к психиатру. Прим.: В 1987 году данная серия из двух частей получила премию Эмми «за лучший сценарий в комедийном сериале». В 1997 году журнал Телегид присвоил ей 68 место в списке «100 величайших серий всех времён».                                                      |                |                                                                  |                              |                                 |                       |             |
| 116 | 24             | «Всё ради свидания» «"D" is for Date»                            | Сэм Вайзман                  | Сьюзен Бороуиц                  | 20 марта 1987 года    | 122         |
| Дженнифер притворяется глупой, чтобы обратить на себя внимание понравившегося ей парня (Уил Уитон). |                |                                                                  |                              |                                 |                       |             |
| 117 | 25             | «И стар и млад» «The Freshman and the Senior»                    | Сэм Вайзман                  | Рут Беннетт и Марк Лоуренс      | 26 марта 1987 года    | 104         |
| В колледже Мэллори дают в пару 66-летнюю студентку (Джули Харрис) для выполнения работы по социологии. Тем временем Стивен при помощи Алекса пытается составить завещание. |                |                                                                  |                              |                                 |                       |             |
| 118 | 26             | «Люби же меня» «Love Me Do»                                      | Сэм Вайзман                  | Марк Лоуренс                    | 30 апреля 1987 года   | 121         |
| Скиппи влюбляется в подругу Мэллори, Эми, и их чувства взаимны. На свидании он вплоть до буквы следует советам Алекса. Тем временем Стивен пытается устроить вечеринку-сюрприз на день рождения Элизы. |                |                                                                  |                              |                                 |                       |             |
| 119 | 27             | «Визит» «The Visit»                                              | Сэм Вайзман                  | Марк Лоуренс и Алан Югер        | 7 мая 1987 года       | 124         |
| Сестра Элизы с беспардонным мужем (Стюарт Пэнкин) и двумя непослушными детьми приезжает навестить Китонов. Прим.: непослушного сына играет Джефф Коэн, который также снялся в роли назойливого ребёнка в шапке с хлопающими руками в серии «4 комнаты, вид на океан».                                                                     |                |                                                                  |                              |                                 |                       |             |
| 120 | 28             | «Сват-брат» «Matchmaker»                                         | Барбара Шульц                | Брюс Дэвид и Брюс Хелфорд       | 23 июля 1987 года     | 072         |
| Мэллори, которая недавно рассталась с Риком, возвращается домой после очередного неудачного свидания. Алекс убеждает Мэллори забыть Рика и находит ей идеального парня, используя компьютер Дженнифер. Прим.: данная серия нарушает временную последовательность событий в сериале, поскольку была снята двумя годами ранее для 3 сезона. |                |                                                                  |                              |                                 |                       |             |
| 121 | 29             | «Это моя вечеринка. Часть 1» «It's My Party, Part 1»             | Асаад Келада                 | Сьюзен Бороуиц                  | 6 августа 1987 года   | 077         |
| Отчаянно ищущая популярности Дженнифер пытается подружиться с богатенькими и снобистскими девушками из школы. Прим.: данная серия нарушает временную последовательность событий в сериале, поскольку была снята для 4 сезона. |                |                                                                  |                              |                                 |                       |             |
| 122 | 30             | «Это моя вечеринка. Часть 2» «It's My Party, Part 2»             | Асаад Келада                 | Сьюзен Бороуиц                  | 13 августа 1987 года  | 078         |
| Дженнифер всё больше и больше общается с её новыми «крутыми» подругами, перенимая от них манеру речи и поведения. Прим.: данная серия нарушает временную последовательность событий в сериале, поскольку была снята для 4 сезона. |                |                                                                  |                              |                                 |                       |             |

### Сезон 6 (1987—1988)
| Номер в сериале | Номер в сезоне | Название                                                                                          | Режиссёр       | Сценарист                     | Дата выхода           | Произв. код |
| --- | -------------- | ------------------------------------------------------------------------------------------------- | -------------- | ----------------------------- | --------------------- | ----------- |
| 123 | 1              | «Последняя из красных жгучих психологов. Часть 1» «The Last of the Red Hot Psychologists, Part 1» | Сэм Вайзман    | Марк Лоуренс                  | 13 сентября 1987 года | 126         |
| Алекс знакомится с Лорен Миллер (Кортни Кокс), студенткой Лиланда, учащейся на психолога, и участвует в её исследовании. Энди тем временем идёт в старшую группу детского сада, а Дженнифер - в старшую школу. |                |                                                                                                   |                |                               |                       |             |
| 124 | 2              | «Последняя из красных жгучих психологов. Часть 2» «The Last of the Red Hot Psychologists, Part 2» | Сэм Вайзман    | Марк Лоуренс                  | 13 сентября 1987 года | 127         |
| Исследование Лорен продолжается, и их отношения с Алексом из сугубо деловых перерастают в романтические. |                |                                                                                                   |                |                               |                       |             |
| 125 | 3              | «Дорогая Мэллори» «Dear Mallory»                                                                  | Сэм Вайзман    | Алан Югер                     | 20 сентября 1987 года | 125         |
| Мэллори нанимают на работу в качестве автора колонки советов в местный журнал. |                |                                                                                                   |                |                               |                       |             |
| 126 | 4              | «Другая женщина» «The Other Woman»                                                                | Асаад Келада   | Сьюзен Бороуиц                | 27 сентября 1987 года | 130         |
| Эндрю чувствует себя обделённым из-за того, что Алекс стал проводить больше времени с Лорен вместо их братского общения. |                |                                                                                                   |                |                               |                       |             |
| 127 | 5              | «Свидание мечты» «Dream Date»                                                                     | Эндрю Маккалау | Кэти Форд                     | 4 октября 1987 года   | 129         |
| Дженнифер использует запавшего на неё ботаника, чтобы попасть на вечеринку старших классов и встретиться там с понравившемся ей парнем. |                |                                                                                                   |                |                               |                       |             |
| 128 | 6              | «Супер мама» «Super Mom»                                                                          | Мэттью Даймонд | Алан Югер                     | 18 октября 1987 года  | 132         |
| Перед Элизой встаёт выбор: взяться за сложный и интересный проект на работе или посвятить свое время семье. |                |                                                                                                   |                |                               |                       |             |
| 129 | 7              | «Мимо эфира» «Walking On Air»                                                                     | Эндрю Маккалау | Кэти Форд                     | 25 октября 1987 года  | 131         |
| Стивен устраивает Мэллори на работу к себе на студию. Между тем Алекс увлекает оставшееся семейство в поиски вымышленного героя с пачки кукурузных хлопьев. |                |                                                                                                   |                |                               |                       |             |
| 130 | 8              | «Вторжение похитителей психологов» «Invasion of the Psychologist Snatchers»                       | Мэттью Даймонд | Марк Лоуренс                  | 1 ноября 1987 года    | 133         |
| К Лорен приезжает бывший парень, Алекс всем видом пытается показать что не переживает, но это ему не удаётся. |                |                                                                                                   |                |                               |                       |             |
| 131 | 9              | «Какими мы были» «The Way We Were»                                                                | Уилл Маккензи  | Гари Дэвид Голдберг           | 8 ноября 1987 года    | 128         |
| К Китонам приезжает тётя Розмари, ведущая себя очень странно, и семейство впервые сталкивается с болезнью Альцгеймера. |                |                                                                                                   |                |                               |                       |             |
| 132 | 10             | «Мистер Систер» «Mister Sister»                                                                   | Кент Бейтмен   | Сьюзен Бороуиц                | 15 ноября 1987 года   | 134         |
| Ник устраивается на работу уборщиком в сестринсво Мэллори, что приводит их к трениям. Тем временем Стивен и Алекс пытаются научить Энди баскетболу. |                |                                                                                                   |                |                               |                       |             |
| 133 | 11             | «Гражданин Китон» «Citizen Keaton»                                                                | Сэм Вайзман    | Сьюзен Бороуиц и Марк Лоуренс | 22 ноября 1987 года   | 135         |
| Мэллори решает выдвинуться в президенты своего колледжа, Алекс соглашается ей помочь в должности начальника избирательной кампании. |                |                                                                                                   |                |                               |                       |             |
| 134 | 12             | «Отцово время. Часть 1» «Father Time, Part 1»                                                     | Сэм Вайзман    | Алан Югер                     | 29 ноября 1987 года   | 136         |
| После развода брат Стивена приезжает навестить Китонов вместе со своими детьми, но им пережить развод родителей не так-то просто. |                |                                                                                                   |                |                               |                       |             |
| 135 | 13             | «Отцово время. Часть 2» «Father Time, Part 2»                                                     | Сэм Вайзман    | Алан Югер                     | 6 декабря 1987 года   | 137         |
| Проблемы отцов и детей продолжаются. |                |                                                                                                   |                |                               |                       |             |
| 136 | 14             | «Американская семья. Часть 1» «The American Family, Part 1»                                       | Сэм Вайзман    | Кэти Форд                     | 13 декабря 1987 года  | 138         |
| Лорен пишет курсовую по психологии и приходит к Китонам за помощью. |                |                                                                                                   |                |                               |                       |             |
| 137 | 15             | «Американская семья. Часть 2» «The American Family, Part 2»                                       | Сэм Вайзман    | Кэти Форд                     | 13 декабря 1987 года  | 139         |
| Китоны радушно принимают Лорен и делятся с ней историями из жизни. |                |                                                                                                   |                |                               |                       |             |
| 138 | 16             | «Свадебный вальс» «Anniversary Waltz»                                                             | Сэм Вайзман    | Алан Югер                     | 16 декабря 1987 года  | 035         |
| У Стивена с Элизой разгорается спор по поводу их приближающейся 20-й годовщины свадьбы, но дети напоминают им, как они любят друг друга. Прим.: данная серия нарушает временную последовательность событий в сериале, поскольку была снята для 2 сезона.                                                                        |                |                                                                                                   |                |                               |                       |             |
| 139 | 17             | «Чудеса в Коламбусе» «Miracle in Columbus»                                                        | Линн Хамрик    | Роб Оукен                     | 20 декабря 1987 года  | 141         |
| Алекс устраивается Сантой на подработку в торговый центр, в итоге проникаясь духом Рождества, когда исполняется желание маленькой девочки о возвращении на праздники домой её папы. |                |                                                                                                   |                |                               |                       |             |
| 140 | 18             | «В том пьесы суть» «The Play's the Thing»                                                         | Дебби Аллен    | Дайан Диксон                  | 10 января 1988 года   | 140         |
| Стивен пытается поставить на сцене протестную пьесу, написанную им в 60-е, но Элиза поначалу отказывается играть в ней главную роль. |                |                                                                                                   |                |                               |                       |             |
| 141 | 19             | «Дух Коламбуса» «The Spirit of Columbus»                                                          | Сэм Вайзман    | Чарльз Джей Шутер             | 17 января 1988 года   | 143         |
| Ник продаёт одну из своих скульптур и Алекс начинает думать, что искусство Ника не такое и бездарное. Он организовывает потоковое производство и продажу скульптур. |                |                                                                                                   |                |                               |                       |             |
| 142 | 20             | «Это брат блюз» «The Blues Brother»                                                               | Мэттью Даймонд | Берт Прельютски               | 24 января 1988 года   | 142         |
| Алекс уговаривает своего кумира - блюзового музыканта Эдди Дюпри (Брауни Мак-Ги) - вновь выйти на сцену из забвения. |                |                                                                                                   |                |                               |                       |             |
| 143 | 21             | «Без слёз не прочтёшь. Часть 1» «Read It and Weep, Part 1»                                        | Сэм Вайзман    | Марк Лоуренс и Алан Югер      | 7 февраля 1988 года   | 144         |
| Дженнифер собирается написать сочинение по произведению Марка Твена "Приключения Гекльберри Финна"; проблема в том, что оно попало в список запрещённой в школе литературы из-за якобы расистских оскорблений. Директор школы (Биби Беш) предостерегает Дженнифер, но она стоит на своём. В итоге Дженнифер отчисляют из школы. |                |                                                                                                   |                |                               |                       |             |
| 144 | 22             | «Без слёз не прочтёшь. Часть 2» «Read It and Weep, Part 2»                                        | Сэм Вайзман    | Марк Лоуренс и Алан Югер      | 14 февраля 1988 года  | 145         |
| Дженнифер не собирается сидеть сложа рук и при поддержке всего семейства Китонов оспаривает статус "Приключений Гекльберри Финна" на собрании школьного совета. Мэллори с Ником тем временем открывают для себя мир классической американской литературы.                                                                       |                |                                                                                                   |                |                               |                       |             |
| 145 | 23             | «Время уходить» «Quitting Time»                                                                   | Мэттью Даймонд | Сьюзэн Бороуиц                | 21 февраля 1988 года  | 147         |
| Когда Лорен забрасывает свой диплом по психологии, Алекс начинает находить её менее интересной. |                |                                                                                                   |                |                               |                       |             |
| 146 | 24             | «Весна мне не даёт забыть» «Spring Reminds Me»                                                    | Мэттью Даймонд | Кэти Форд                     | 28 февраля 1988 года  | 146         |
| В гости к Китонам приезжает мать подруги Мэллори, которая не может смириться со смертью своей дочери. |                |                                                                                                   |                |                               |                       |             |
| 147 | 25             | «Соседский парнишка» «The Boys Next Door»                                                         | Сэм Вайзман    | Триш Враденберг               | 6 марта 1988 года     | 148         |
| В преддверии встречи выпускников к Элизу навещает школьный друг, бывший зануда, выбившийся в большие люди. |                |                                                                                                   |                |                               |                       |             |
| 148 | 26             | «Жест времени» «Sign of the Times»                                                                | Асаад Келада   | Мэттью Монахер                | 13 марта 1988 года    | 150         |
| Энди становится другом новому одногруппнику в садике, который глухой. Остальные дети издеваются над ними. |                |                                                                                                   |                |                               |                       |             |
| 149 | 27             | «Возвращение на отчизну» «Return of the Native»                                                   | Джон Паскин    | Ллойд Гарвер                  | 20 марта 1988 года    | 071         |
| После трёхлетнего пребывания в Англии, в Штаты возвращается кузина Китонов Юна (Даниэль Фон Зернек). У неё есть уйма чего рассказать, но семейство Китонов перебивает её своими рассказами о жизни. Прим.: данная серия нарушает временную последовательность событий в сериале, поскольку была снята для 4 сезона.             |                |                                                                                                   |                |                               |                       |             |
| 150 | 28             | «Батя, одолжи деньжат» «Father, Can You Spare a Dime?»                                            | Эндрю Маккалау | Бэн Кардинал и Питер Шрейдер  | 1 мая 1988 года       | 149         |
| Чтобы открыть собственную художественную школу, Нику требуются деньги. Он обращается в своему отцу, который бросил его в детстве. |                |                                                                                                   |                |                               |                       |             |

### Сезон 7 (1988—1989)
| Номер в сериале | Номер в сезоне | Название                                                                      | Режиссёр        | Сценарист                                          | Дата выхода          | Произв. код |
| --- | -------------- | ----------------------------------------------------------------------------- | --------------- | -------------------------------------------------- | -------------------- | ----------- |
| 151 | 1              | «Это случилось однажды ночью» «It Happened One Night»                         | Мэттью Даймонд  | Марк Лоуренс                                       | 30 октября 1988 года | 154         |
| Стивен, Элиза и Энди отправляются в поход, тогда как Алекс, Мэллори и Дженнифер остаются дома. Поняв, что они должны были поехать все вместе, дети-Китоны отправляются вслед за родителями вместе с присоединившимся Ником. Но на полдороги, где-то у чёрта на куличках, машина ломается, и они вынуждены ночевать одни-одинёшеньки в чистом поле. |                |                                                                               |                 |                                                    |                      |             |
| 152 | 2              | «Модельерша» «Designing Woman»                                                | Мэтью Даймонд   | Кэти Форд                                          | 6 ноября 1988 года   | 155         |
| Мэллори устраивается на работу в модельную фирму. Выясняется, что её начальница крадёт у неё разработки коллекции одежды. |                |                                                                               |                 |                                                    |                      |             |
| 153 | 3              | «Дальнобойщики» «Truckers»                                                    | Эндрю Маккаллоу | Шеннон Гуган                                       | 13 ноября 1988 года  | 156         |
| Алекс обижается, когда Энди предпочитает компанию племянника Ника его компании. |                |                                                                               |                 |                                                    |                      |             |
| 154 | 4              | «За гранью психотерапии» «Beyond Therapy»                                     | Сэм Вайзман     | Кэти Форд                                          | 27 ноября 1988 года  | 158         |
| Лорен уговаривает Алекса пойти в группу по психотерапии, чтобы раскрыть свои чувства. |                |                                                                               |                 |                                                    |                      |             |
| 155 | 5              | «Струны сердца. Часть 1» «Heartstrings, Part 1»                               | Сэм Вайзман     | Алан Югер                                          | 4 декабря 1988 года  | 151         |
| У Стивена случается инфаркт, он попадает в больницу, где ему предстоит операция по шунтированию. Семья Китонов собирается вместе, чтобы поддержать Стивена. |                |                                                                               |                 |                                                    |                      |             |
| 156 | 6              | «Струны сердца. Часть 2» «Heartstrings, Part 2»                               | Сэм Вайзман     | Алан Югер                                          | 11 декабря 1988 года | 152         |
| Семья Китонов дежурит в больнице, пока Стивену делают операцию. |                |                                                                               |                 |                                                    |                      |             |
| 157 | 7              | «Струны сердца. Часть 3» «Heartstrings, Part 3»                               | Сэм Вайзман     | Алан Югер                                          | 18 декабря 1988 года | 153         |
| Стивен возвращается домой после операции и пытается принять новые реалии его жизни. |                |                                                                               |                 |                                                    |                      |             |
| 158 | 8              | «Курс молодого бойца» «Basic Training»                                        | Сэм Вайзман     | Сьюзен Боровиц                                     | 1 января 1989 года   | 157         |
| Отчаявшись найти гражданскую профессию, Скиппи решает вступить в армейские ряды. Но подойдёт ли ему армейский быт? Тем временем Стивена сажают на безжировую диету из-за недавно перенесённого инфаркта. |                |                                                                               |                 |                                                    |                      |             |
| 159 | 9              | «Дежавю» «Deja Vu»                                                            | Мэттью Даймонд  | Сьюзен Боровиц                                     | 8 января 1989 года   | 160         |
| Дженнифер начинает встречаться с новым парнем - младшим братом бывшего парня Мэллори Джошем. Узнав, что Джош хочет пойти по стопам брата, Мэллори думает, что он бросит Дженнифер. |                |                                                                               |                 |                                                    |                      |             |
| 160 | 10             | «Верный друг Ника» «Nick's Best Friend»                                       | Сэм Вайзман     | Кэти Форд                                          | 15 января 1989 года  | 159         |
| Ник получает от матери своего старого пса, но тот попадает под машину. И теперь Нику предстоит принять непростое решение. |                |                                                                               |                 |                                                    |                      |             |
| 161 | 11             | «Отведи меня в гостиную вовремя» «Get Me to the Living Room on Time»          | Сэм Вайзман     | Мэттью Монахер                                     | 29 января 1989 года  | 161         |
| Эндрю заводит знакомство с двумя пенсионерами в доме престарелых, которые решают сыграть свадьбу. |                |                                                                               |                 |                                                    |                      |             |
| 162 | 12             | «Несостоявшаяся работа» «The Job Not Taken»                                   | Эндрю Маккаллоу | Марк Лоуренс                                       | 5 февраля 1989 года  | 162         |
| Друг Алекса предлагает устроить его на работу. Алекса берут, но на место друга, в связи с чем он испытывает угрызения совести. |                |                                                                               |                 |                                                    |                      |             |
| 163 | 13             | «Под снос» «The Wrecker's Ball»                                               | Сэм Вайзман     | Дуглас Уаймэн                                      | 12 февраля 1989 года | 163         |
| Первое здание, построенное по проекту Элизы, хотят снести. Китоны протестуют против сноса. |                |                                                                               |                 |                                                    |                      |             |
| 164 | 14             | «Девушка лучшего друга» «My Best Friend's Girl»                               | Сэм Вайзман     | Брюс Хелфорд                                       | 19 февраля 1989 года | 165         |
| Лорен пытается найти подругу для Скиппи, но тот влюбляется в неё. Между тем Стивен и Элиза хотят научить вождению Дженнифер. |                |                                                                               |                 |                                                    |                      |             |
| 165 | 15             | «Пока её папаша не заберёт Тандербёрд» «Til Her Daddy Takes the T-Bird Away»  | Мэттью Даймонд  | Сьюзен Боровиц                                     | 26 февраля 1989 года | 166         |
| Планы Мэллори по покупке собственного автомобиля рушатся, когда Стивен отказывается подписывать бумаги на кредит. |                |                                                                               |                 |                                                    |                      |             |
| 166 | 16             | «Саймон говорит» «Simon Says»                                                 | Мэттью Даймонд  | Кэти Форд                                          | 5 марта 1989 года    | 164         |
| Дженнифер и её друг Саймон утраиваются на работу в заведение быстрого питания. |                |                                                                               |                 |                                                    |                      |             |
| 167 | 17             | «У нас на районе. Часть 1» «All in the Neighborhood, Part 1»                  | Мэттью Даймонд  | Рут Беннетт                                        | 12 марта 1989 года   | 167         |
| Афро-американские друзья Китонов переезжают к ним на район и сталкиваются с расистскими нападками. |                |                                                                               |                 |                                                    |                      |             |
| 168 | 18             | «У нас на районе. Часть 2» «All in the Neighborhood, Part 2»                  | Мэттью Даймонд  | Рут Беннетт                                        | 19 марта 1989 года   | 168         |
| Китоны выступают против расизма на районе после разгрома дома их чернокожих соседей. |                |                                                                               |                 |                                                    |                      |             |
| 169 | 19             | «Им этого не отнять. Часть 1» «They Can't Take That Away From Me, Part 1»     | Мэттью Даймонд  | Марк Лоуренс                                       | 2 апреля 1989 года   | 171         |
| Когда Лорен уезжает на конференцию по психологии, Алекс увлекается студенткой, которую подтягивает по экономике. |                |                                                                               |                 |                                                    |                      |             |
| 170 | 20             | «Им этого не отнять. Часть 2» «They Can't Take That Away From Me, Part 2»     | Мэттью Даймонд  | Марк Лоуренс                                       | 9 апреля 1989 года   | 171         |
| Перед вручением дипломов и выпуском из колледжа Алекс должен выбрать между Лорен и студенткой, пленившей его внимание. |                |                                                                               |                 |                                                    |                      |             |
| 171 | 21             | «Тропические леса тревожат голову мою» «Rain Forests Keep Falling on My Head» | Рита Роджерс    | Брюс Хелфорд                                       | 16 апреля 1989 года  | 173         |
| Дженнифер чересчур увлекается вопросом защиты окружающей среды. Стивен и Элиза отправляют её к школьному психологу. |                |                                                                               |                 |                                                    |                      |             |
| 172173 | 2223           | «Круг времени» «Wrap Around the Clock»                                        | Мэттью Даймонд  | Кэти Форд                                          | 23 апреля 1989 года  | 169/170     |
| Китоны ударяются в воспоминания, наполняя капсулу времени Энди. |                |                                                                               |                 |                                                    |                      |             |
| 174 | 24             | «Мистер Китон берёт выходной» «Mr. Keaton Takes a Vacation»                   | Сэм Вайзман     | Шеннон Гуган                                       | 7 мая 1989 года      | 174         |
| Стивен наконец высказывает Нику всё, что он о нём думает, когда тот переезжает к Китонам на неделю. |                |                                                                               |                 |                                                    |                      |             |
| 175176 | 2526           | «Алекс здесь больше не живёт» «Alex Doesn't Live Here Anymore»                | Сэм Вайзман     | Сьюзен Боровиц, Кэти Форд, Марк Лоуренс, Алан Югер | 14 мая 1989 года     | 175/176     |
| Когда сбывается мечта Алекса о работе в Нью-Йорке на Уолл-стрит, все за него рады, кроме Элизы. |                |                                                                               |                 |                                                    |                      |             |